# Aristida fredscholzii
Aristida fredscholzii är en gräsart som beskrevs av Hildemar Wolfgang Scholz och Harald Kürschner. Aristida fredscholzii ingår i släktet Aristida och familjen gräs.
Artens utbredningsområde är Oman. Inga underarter finns listade i Catalogue of Life.